# علياء الحسيني
علياء الحسيني هي ممثلة مصرية ولدت في سنة 1986 في الكويت، مثلت في عدة مسلسلات منها مسلسل ولي العهد حيث أدت دور نشوى فيه ومسلسل صاحب السعادة في 2014 بدور سوسن ومسلسل الداعية في 2013 بدور وجد، كما مثلت في فيلم القشاش بدور حنتوشة الغازية وفيلم سالم أبو أخته بدور سامية.

## الأعمال

### المسلسلات
- نصيبي وقسمتك 2016 بدور مايا الشناوي
- ولي العهد 2015 بدور نشوى
- صاحب السعادة 2014 بدور سوسن
- الداعية 2013 بدور وجد

### الأفلام
- سالم أبو أخته 2014 بدور سامية
- القشاش 2013 بدور حنتوسة